# Casas (Texas)
Casas es un lugar designado por el censo ubicado en el condado de Starr en el estado estadounidense de Texas. En el Censo de 2010 tenía una población de 39 habitantes y una densidad poblacional de 1.673,11 personas por km².

## Geografía
Casas se encuentra ubicado en las coordenadas 26°28′31″N 98°56′00″O / 26.47528, -98.93333. Según la Oficina del Censo de los Estados Unidos, Casas tiene una superficie total de 0.02 km², de la cual 0.02 km² corresponden a tierra firme y (0%) 0 km² es agua.

## Demografía
Según el censo de 2010, había 39 personas residiendo en Casas. La densidad de población era de 1.673,11 hab./km². De los 39 habitantes, Casas estaba compuesto por el 92.31% blancos, el 0% eran afroamericanos, el 0% eran amerindios, el 0% eran asiáticos, el 0% eran isleños del Pacífico, el 7.69% eran de otras razas y el 0% pertenecían a dos o más razas. Del total de la población el 100% eran hispanos o latinos de cualquier raza.